# Richard Lugar
Richard Green Dick Lugar mais conhecido como Richard Lugar (Indianápolis, Indiana, 4 de abril de 1932 - Virgínia, 28 de abril de 2019) foi um senador do estado de Indiana. Era membro do Partido Republicano e atuou como prefeito de Indianápolis entre 1968 a 1976. Foi eleito para o Senado dos Estados Unidos em 1976, onde foi o presidente da Comissão de Relações Exteriores do Senado 1985 a 1987 e 2003 a 2007.

## Biografia
Nacido em 4 de abril de 1932, em Indianápolis, no estado amerciano da Indiana, é filho de Bertha Green e Marvin Lugar.

### Carreira política
Lugar foi conselheiro de Indianápolis entre 1964 a 1967, quando foi eleito prefeito de Indianápolis, cargo que ocupou de 1968 a 1976, quando foi eleito senador da Indiana em 1976. Lugar está no seu sétimo mandato como senador da Indiana.

### Vida pessoal
Lugar casou em 1956 com Charlene Smeltzer Lugar, o casal tem quatro filhos e treze netos.

## Morte
O ex-senador faleceu em um hospital de Fairfax, no estado da Virgínia, devido a uma polineuropatia desmielinizante inflamatória crônica (PDIC), uma doença neurológica rara que afeta os músculos.